# 岡山市立御休小学校
岡山市立御休小学校（おかやましりつ みやすしょうがっこう）は、岡山県岡山市東区西祖にある公立小学校。

## 目標
学校教育目標
- 学び ふれあい みやすっ子

重点目標
- 自ら考え、意欲的に学ぶ子どもを育てる
- 自分も他の人も大切にする子どもを育てる
- 目標に向けて粘り強く取り組む子どもを育てる

## 沿革
- 1873年（明治6年）：岡山県第15番小学校、葦川小学校として創立。
- 1892年（明治25年）：尋常福岡小学校と共に南古都平島小学校へ編入され、校名を御休村立福岡尋常小学校と変更。
- 1900年（明治33年）：御休尋常小学校と改称。
- 1941年（昭和16年）：岡山県上道郡御休国民学校と改称。
- 1947年（昭和22年）：岡山県上道郡御休小学校と改称。
- 1953年（昭和28年）：上道町立御休小学校と改称。
- 1971年（昭和46年）：上道町・岡山市と合併し、岡山市立御休小学校と改称。

## 通学区域が隣接している学校
- 岡山市立角山小学校
- 岡山市立平島小学校
- 岡山市立江西小学校
- 岡山市立千種小学校
- 瀬戸内市立行幸小学校